# Helicobasidiales
Helicobasidiales är en ordning av svampar. Helicobasidiales ingår i klassen Pucciniomycetes, divisionen basidiesvampar och riket svampar.
|                  | Septobasidiales                     |
|                  |                                     |
|                  | Pucciniales                         |
|                  |                                     |
|                  | Platygloeales                       |
|                  |                                     |
|                  | Pachnocybales                       |
|                  |                                     |
| Helicobasidiales | \| \| Helicobasidiaceae \| \| \| \| |
|                  | \| \| Helicobasidiaceae \| \| \| \| |
|                  | Zymoxenogloea                       |
|                  |                                     |
|                  | Helicobasidiaceae                   |
|                  |                                     |

|  | Helicobasidiaceae |
|  |                   |

## Källor

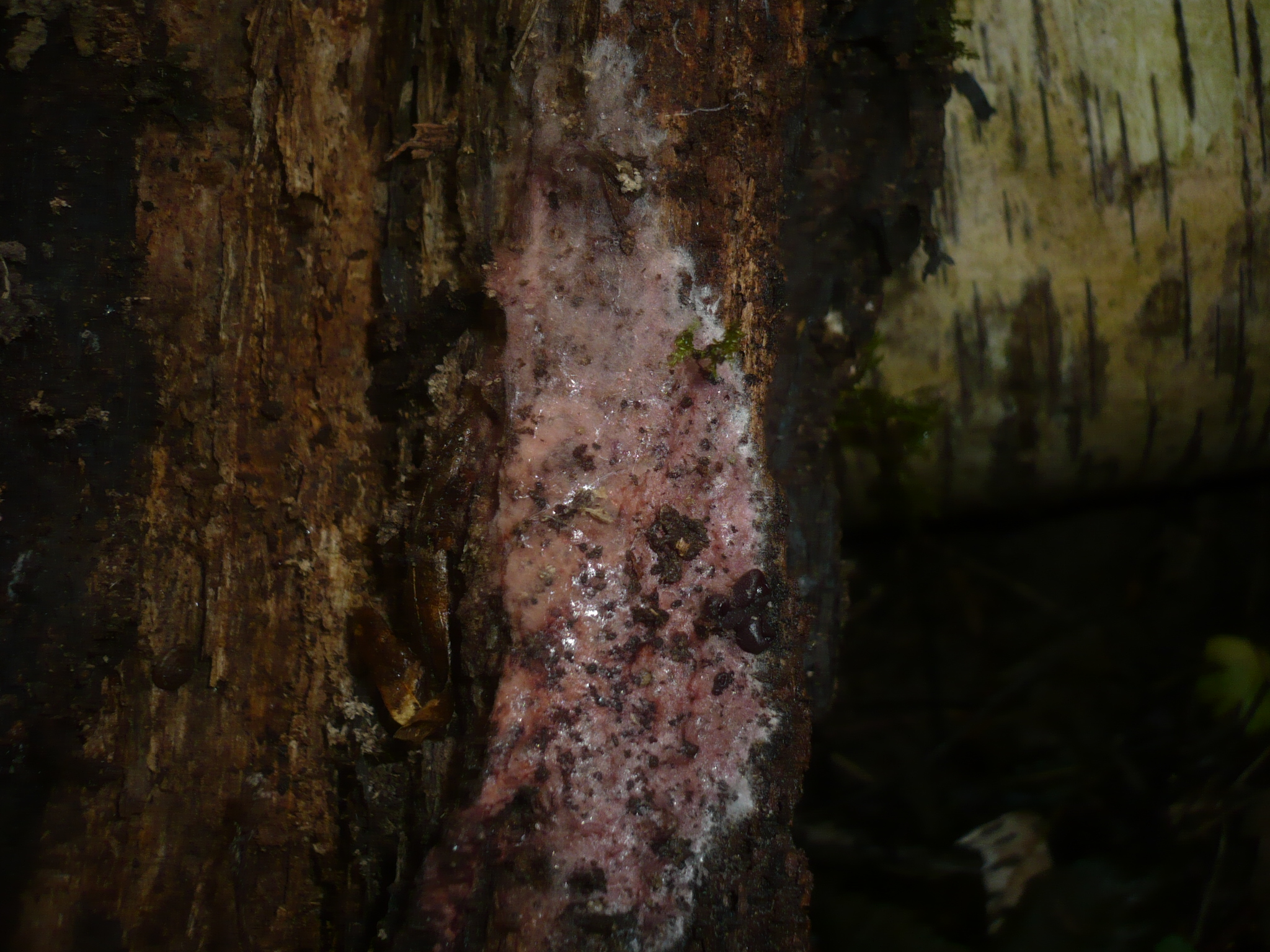
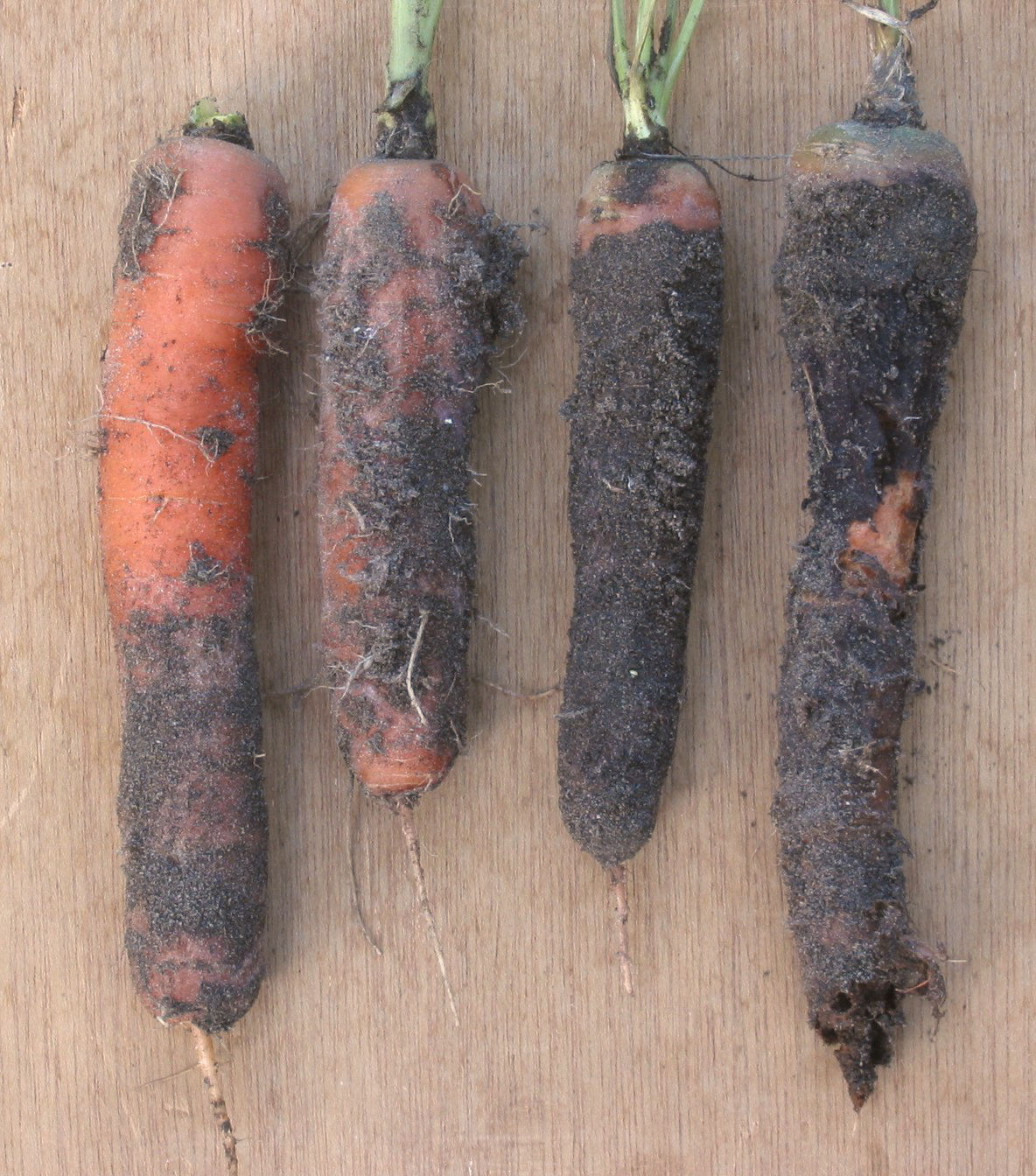